# Cellefrouin
Cellefrouin (okzitanisch Cela Froïn) ist eine westfranzösische Gemeinde im nördlichen Angoumois mit 579 Einwohnern (Stand 1. Januar 2022) im Département Charente in der Region Nouvelle-Aquitaine. Seit einer Verwaltungsreform im Jahr 2008 gehört sie zum Arrondissement Confolens und zum Kanton Boixe-et-Manslois.

## Lage
Der Ort liegt in einer Höhe von etwa 100 Metern ü. d. M. und etwa 45 Kilometer nordöstlich von Angoulême am Oberlauf des Son. Die sehenswerte Kirche Daint-Denis bei der Ortschaft Lichères liegt etwa 15 Kilometer weiter westlich nur wenige Kilometer nordöstlich des Kantonshauptorts Mansle.

## Bevölkerungsentwicklung
| Jahr      | 1968 | 1975 | 1982 | 1990 | 1999 | 2007 | 2016 |
| Einwohner | 730  | 593  | 580  | 563  | 508  | 513  | 575  |

## Wirtschaft
Der Ort ist seit Jahrhunderten landwirtschaftlich geprägt; auch Forstwirtschaft (Kastanienbäume etc.) wird betrieben. Seit den 1980er Jahren spielt auch der Tourismus (Vermietung von Ferienwohnungen) eine gewisse Rolle im Wirtschaftsleben der Gemeinde.

## Geschichte
Um 1025 wurde die Abtei Saint-Pierre vom Bischof Arnaud de Vitabre von Périgueux gegründet. Mit dem Bau der heutigen Klosterkirche wurde wohl erst um 1060 begonnen; nach deren Fertigstellung wurde gegen Ende des 11. Jahrhunderts ein kleinerer Vorgängerbau abgerissen. Die Abtei bildete sozusagen den Kristallisationskern für die Entwicklung des Orts.

## Sehenswürdigkeiten

### Sonstige

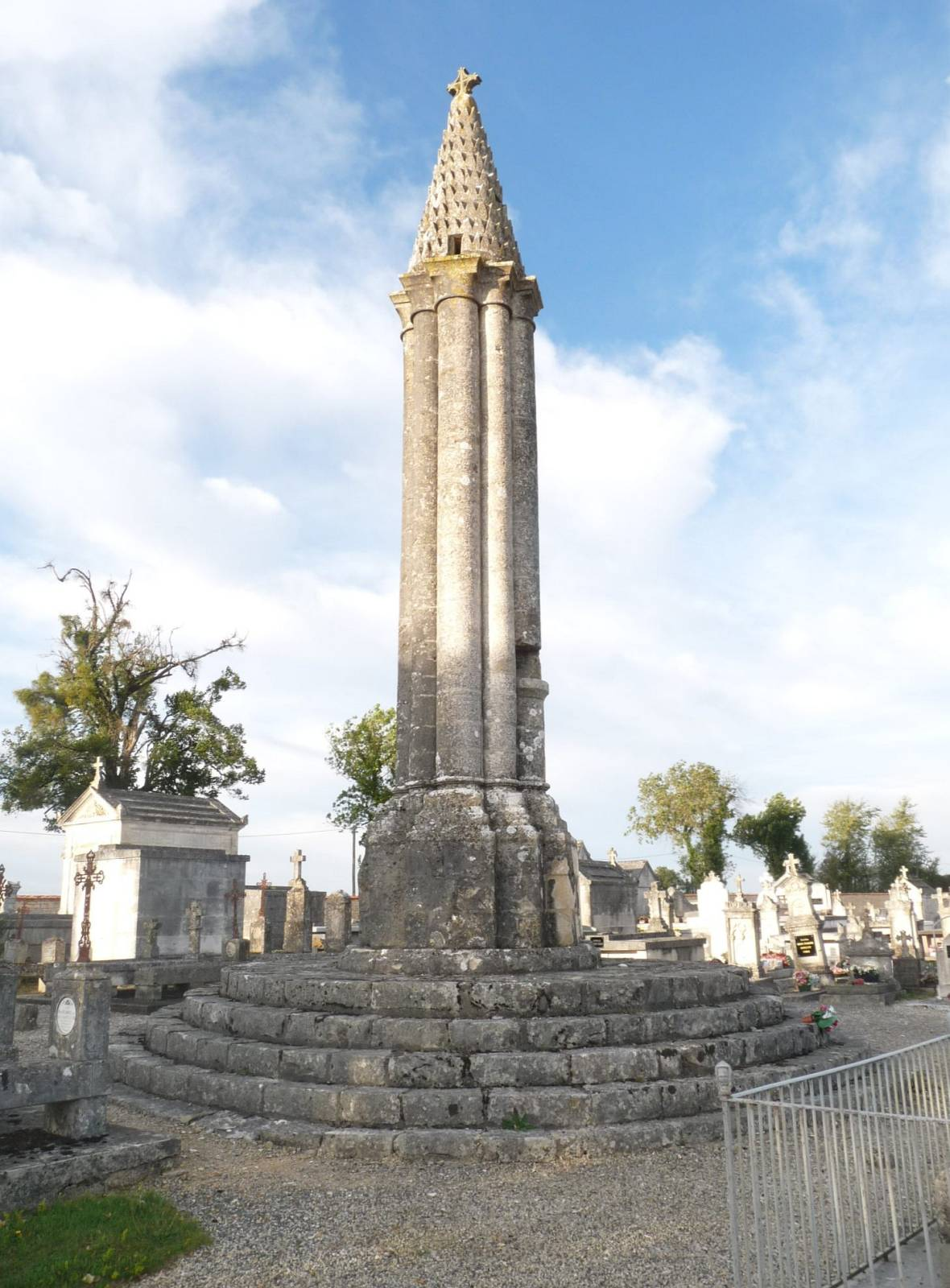
Totenleuchte (lanterne des morts)

- Die auf dem Friedhof des Ortes stehende eindrucksvolle Totenlaterne (lanterne des morts) stammt aus dem 12. Jahrhundert. Das insgesamt etwa 12,20 Meter hohe säulenartige Monument erhebt sich auf einem kreisrunden und treppenförmig abgestuften Unterbau, in dessen Mitte eine eckige Sockelzone steht. Darüber erhebt sich eine etwa 6,50 Meter hohe und aus acht Diensten (vier größere und vier kleinere) bestehende gebündelte Säule. Über der umlaufenden Kapitellzone endet das Bauwerk in einer kegelförmigen, mit kleinen Zacken übersäten Spitze und schließt mit einem Kreuz. Vier kleine Öffnungen am Fuß der Kegelspitze dienten wohl ursprünglich zur Aufnahme von Totenlichtern und waren nur von außen mittels einer Leiter zugänglich; möglicherweise deshalb wurde in späterer Zeit eine weitere, leichter erreichbare Öffnung in einem der Dienste untergebracht. Die Totenlaterne von Cellefrouin wird häufig mit derjenigen von Fenioux verglichen, obwohl sie deutlich kleiner ist und über keine – im Säulenschaft versteckte – Wendeltreppe (vis) verfügt; außerdem bestehen gewisse Ähnlichkeiten zu den in der Region verbreiteten Hosianna-Kreuzen (croix hosannières) – vor allem zu dem von Rioux. Die Totenlaterne ist seit 1886 als Monument historique[1] klassifiziert.
- Nahe beim Ortszentrum befindet sich ein im Boden versenktes und von einem Brunnen mit Wasser versorgtes Waschhaus (lavoir).
- Etwas oberhalb des Ortes steht die – inzwischen aufgegebene – protestantische Kirche (temple), ein Bau aus dem 19. Jahrhundert.